# Alseodaphne sichourensis
Alseodaphne sichourensis H.W.Li – gatunek rośliny z rodziny wawrzynowatych (Lauraceae Juss.). Występuje naturalnie w południowych Chinach – w południowo-wschodniej części Junnanu.

## Morfologia
PokrójZimozielone drzewo dorastające do 30 m wysokości. Gałęzie są mocne, nagie i mają brązowoczerwonawą barwę.
LiścieNaprzemianległe. Mają podłużny kształt. Mierzą 9–20 cm długości oraz 3–6 cm szerokości. Nasada liścia jest klinowa. Blaszka liściowa jest o krótko spiczastym wierzchołku. Ogonek liściowy jest nagi, ma czerwonawą barwę i dorasta do 25 mm długości.
OwoceMają elipsoidalny kształt, są nagie, osiągają 5 cm długości i 3 cm szerokości, mają czerwoną barwę. Szypułki są mięsiste, mocne i dorastają do 5 mm długości.

## Biologia i ekologia
Rośnie w wiecznie zielonych lasach. Występuje na wysokości od 1300 do 1500 m n.p.m.